# پل خشتی پاشاکی
پل خشتی پاشاکی مربوط به دوره قاجار است و در شهرستان لاهیجان، بخش مرکزی، دهستان لفمجان، روستای پاشاکی، بالامحله واقع شده و این اثر در تاریخ ۲۷ اسفند ۱۳۸۶ با شمارهٔ ثبت ۲۲۵۱۶ به‌عنوان یکی از آثار ملی ایران به ثبت رسیده است.